# Greenville (Delaware)
Greenville é uma região censo-designada localizada no estado americano do Delaware, no Condado de New Castle. Possui mais de 3 mil habitantes, de acordo com o censo nacional de 2020.

## Geografia
De acordo com o Departamento do Censo dos Estados Unidos, a região tem uma área de 7,25 km², dos quais 7,24 km² estão cobertos por terra e 0,01 km² (0,1%) por água.

### Localidades na vizinhança
O diagrama seguinte representa as localidades num raio de 16 km ao redor de Greenville.

## Demografia
Desde 2000, o crescimento populacional médio, a cada dez anos, é de 16,6%.

### Censo 2020
Segundo o censo nacional de 2020, a sua população é de 3 104 habitantes e sua densidade populacional de 428,7 hab/km². Seu crescimento populacional na última década foi de 33,4%, bem acima do crescimento estadual de 10,2%.
Possui 1 617 residências que resulta em uma densidade de 223,3 residências/km² e um aumento de 15,9% em relação ao censo anterior. Deste total, 7,0% das unidades habitacionais estão desocupadas. A média de ocupação é de 2,1 pessoas por residência.
A renda familiar média é de 114 022 dólares e a taxa de emprego é de 62,7%.

## Marcos históricos
O Registro Nacional de Lugares Históricos lista sete marcos históricos em Greenville. O primeiro marco foi designado em 7 de novembro de 1976 e o mais recente em 3 de abril de 2012, o Stockton-Montmorency.